# Leptocoryphium villaregalis
Leptocoryphium villaregalis är en gräsart som beskrevs av Mcvaugh och R.Guzman. Leptocoryphium villaregalis ingår i släktet Leptocoryphium och familjen gräs. Inga underarter finns listade i Catalogue of Life.